# Гулевич, Сергей Константинович
Сергей Константинович Гулевич (1893—1975) — участник Белого движения, полковник Дроздовской артиллерийской бригады.

## Биография
Сын полковника Константина Николаевича Гулевича (1864—?). Младшие братья Николай (1897—1962) и Всеволод (1903—1964) — также офицеры, участники Белого движения.
Окончил Суворовский кадетский корпус (1910) и Михайловское артиллерийское училище (1913), откуда выпущен был подпоручиком в 26-ю артиллерийскую бригаду, с которой и вступил в Первую мировую войну. За боевые отличия был награжден несколькими орденами, в том числе орденом Св. Анны 4-й степени с надписью «за храбрость». Произведен в поручики 29 августа 1915 года «за выслугу лет», в штабс-капитаны — 23 августа 1916 года.
С началом Гражданской войны вступил в отряд полковника Дроздовского, формировавшийся на Румынском фронте, участвовал в походе Яссы — Дон. По прибытии в Добровольческую армию — в 3-м легком артиллерийском дивизионе. Произведен в капитаны 27 января 1919 года, а затем в полковники. Был командиром 1-й батареи Дроздовской артиллерийской бригады. Галлиполиец.
В эмиграции в Болгарии. В годы Второй мировой войны служил в Русском корпусе: в 8-й сотне (в звании унтер-офицера), а затем в артиллерийском взводе 3-го и 5-го полков (в звании фельдфебеля). После войны переехал в Париж, затем в США. С 1960 года состоял председателем Патерсонского отдела Союза чинов Русского корпуса. Умер в 1975 году в Патерсоне.

## Награды
- Орден Святой Анны 4-й ст. с надписью «за храбрость» (ВП 25.01.1915)
- Орден Святой Анны 3-й ст. с мечами и бантом (ВП 2.06.1915)
- Орден Святого Станислава 3-й ст. с мечами и бантом (ВП 30.01.1916)
- Орден Святого Станислава 2-й ст. с мечами (ПАФ 18.03.1917)